# 浄影寺
浄影寺（じょうようじ）、中国隋代の都、大興城内にあった仏教寺院であり、慧遠ゆかりの寺である。浄影寺は、浄景寺とも記される。
その故地は、唐の長安城においては、右街第1街第2坊の通化坊に在った。通化坊は、朱雀街を間にして左街の開化坊と相い対しており、北は光禄（善和）坊、南は豊楽坊、西は含光街を間にして通義坊と接していた。

## 歴史
『両京新記』によれば、通化坊の南街の北側に在ったとされている。隋の文帝が、開皇7年（587年）に、六大徳の一人として京師に招いた慧遠のために建立した寺である。慧遠は、その後、没する開皇12年（592年）まで、約6年間、この寺に住して、諸経論を講説した。700余名の学僧が集まったという。
慧遠は、北斉で光統律師として知られた慧光に始まり、法上に継承された地論宗の南道派の継承者であった。また、慧遠の許からは、涅槃宗の智徽が出ている。
『両京新記』によると、この寺の寺額を書したのは、殷仲容であったとされ、『歴代名画記』にも同様の記述が見られる。
その後、浄影寺には、涅槃宗が伝えられたが、師子国（スリランカ）から来朝した不空金剛のような密教僧も逗留した記録が見られる。また、『慈覚大師伝』によれば、円仁は、この寺で元簡阿闍梨に面会している。